# Liste der Grafen von dem Bergh

Wappen der Familie von dem Bergh

Die Adelsfamilie von dem Bergh trat seit dem 11. Jahrhundert auf und hat ihren Stammsitz auf Huis Bergh im heutigen niederländischen ’s-Heerenberg. Die Familienmitglieder nannten sich einst auch alternativ Grafen zum Bergh.

## Haus de Monte
- um 1100–um 1140: Constantinus de Monte
- um 1140–um 1190: Rabodo I.
- um 1190–um 1220: Rabodo II.
- um 1220– 1260: Heinrich
- 1260–1290: Adam I.
- 1290–1300: Friedrich I.
- 1300–1325: Adam II.
- 1325–1340: Friedrich II.
- 1340–1360: Adam III.
- 1360–1400: Wilhelm I.
- 1400–1416: Friedrich III.

## HausLeck
- 1416–1441: Otto von der Leck
- 1441–1465: Wilhelm II.
- 1465–1506: Oswald I.
- 1506–1511: Wilhelm III.
- 1511/24–1546: Oswald II.
- 1546–1586: Wilhelm IV.
- 1586–1611: Hermann
- 1611–1656: Albert
- 1656–1712: Oswald IV.

## HausHohenzollern-Berg
- 1712–1737: Franz Wilhelm
- 1737–1781: Johann Baptist, der Tolle Graf
- 1781–1787: Johanna Josephina

## HausHohenzollern-Sigmaringen
- 1769–1785: Karl Friedrich
- 1785–1831: Anton Aloys
- 1831–1848: Karl
- 1848–1885: Karl Anton
- 1885–1905: Leopold
- 1905–1913: Wilhelm

Wilhelm verkaufte das Haus Bergh 1913 an Jan Herman van Heek.